# Полторак, Степан Тимофеевич
Степа́н Тимофе́евич Полтора́к (укр. Степан Тимофійович Полторак; род. 11 февраля 1965, село Весёлая Долина) — украинский военный и государственный деятель.
Министр обороны Украины с 14 октября 2014 по 29 августа 2019. Генерал армии Украины в отставке. Командующий Внутренними войсками Украины (28 февраля — 12 марта 2014 года), командующий Национальной гвардией Украины (19 марта — 14 октября 2014 года).

## Биография
Степан Полторак родился 11 февраля 1965 года в селе Весёлая Долина (Тарутинский район, Одесская область, УССР, СССР).
Образование высшее. Окончил Орджоникидзевское высшее военное командное училище МВД СССР имени С. М. Кирова, Военную академию Вооруженных сил Украины.
С августа 1983 года — на военной службе. Проходил службу в должностях командира взвода, роты, начальника штаба батальона, командира батальона, полка, бригады.
С марта 2002 года — начальник Академии внутренних войск Министерства внутренних дел Украины. Кандидат педагогических наук, доцент, генерал-майор. Занесён на Доску почёта внутренних войск МВД Украины.
С 28 февраля по 13 марта 2014 года Полторак являлся командующим внутренними войсками МВД Украины.

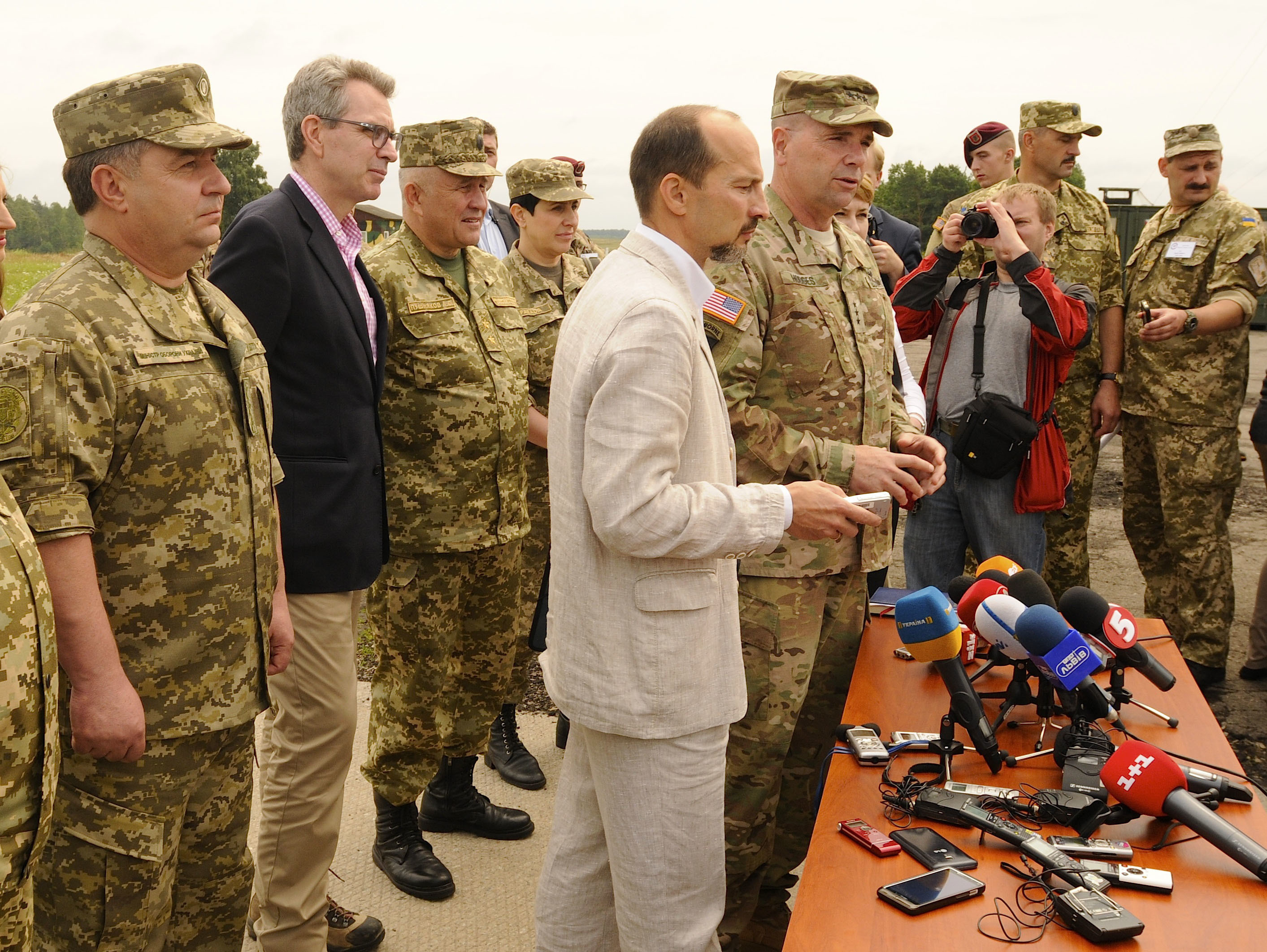
С. Полторак (слева), посол США Д. Пайетт (2-й слева), командующий сухопутными войсками США в Европе Б. Ходжес (2-й в центре). Яворовский полигон, июль 2015 года

19 марта 2014 года Исполняющий обязанности президента Украины Александр Турчинов внёс в Верховную раду проект постановления о назначении Степана Полторака на должность командующего Национальной гвардии Украины. Однако 1 апреля 2014 года Верховная рада не проголосовала за его кандидатуру. 15 апреля 2014 года Постановлением № 4485 был утверждён в должности командующего Национальной гвардии Украины.
13 октября 2014 года Президент Украины Пётр Порошенко внёс в Верховную раду кандидатуру Степана Полторака для утверждения в должности министра обороны Украины.
14 октября 2014 года утверждён в должности министра обороны Украины. В феврале 2015 года прошёл люстрационную проверку Верховной Рады Украины согласно закону № 1682-VII «Об очищении власти».
14 октября 2015 года Президент Украины П. Порошенко присвоил Степану Полтораку звание генерала армии (указ Президента Украины № 581 от 14.10.15).
14 апреля 2016 года Второе правительство Яценюка было отправлено в отставку, Степан Полторак в новом правительстве Гройсмана сохранил должность министра обороны Украины.
В марте 2018 года в журнале «Новое время» вышло журналистское расследование, в котором доказывалась причастность к закупкам по завышенным ценам старых БМП-1 (выпуска 1966—1983 годов) у польской фирмы Wtorplast, которая, в свою очередь, приобретала технику в Чехии. В схеме принимали участие народный депутат Сергей Пашинский (глава комитета по нацбезопасности) и первый заместитель секретаря СНБОУ Олег Гладковский. Степан Полторак в интервью «Би-би-си» заявил, что «Информация не соответствует действительности, потому что Минобороны закупило боевые машины за 169 000 долларов. Информация, которую я читал в журнале — там речь шла о 205 000», подтвердив при этом сам факт закупок «Укроборонпромом» техники через цепочку посредников. После опубликования этих данных «Новое время» передало документы в Национальное антикоррупционное бюро Украины, которое начало собственное расследование деталей закупок. Впоследствии журналисты выявили ещё одну компанию — кипрскую PetraLink Limited, которая в рамках засекреченного оборонного заказа приобретала технику у чешской компании Real Trade, которая является дочерним предприятием чешской Excalibur Army. БМП-1 по документам проходили как модернизированные по варианту БМП-1АК, но фактически они не отличались от типовых машин, выпускавшихся в ГДР в 1980-е годы.
13 октября 2018 года подал рапорт об увольнении с воинской службы, который был удовлетворён президентом Украины. С этой даты возглавлял министерство обороны в качестве гражданского лица.
1 ноября 2018 года были введены российские санкции против 322 граждан Украины, включая Степана Полторака.
20 мая 2019 года подал рапорт об отставке с поста министра обороны Украины.
4 сентября 2021 года был назван лучшим Министром Обороны в истории Украины главнокомандующим Валерием Залужным в интервью Янине Соколовой..

## Уголовные дела в России
10 сентября 2015 года и, затем, 11 сентября 2017 Следственный комитет Российской Федерации возбудил уголовное дело в отношении Степана Полторака и его заместителей: Ивана Руснака, Ивана Шевчука, Игоря Павловского, Александра Дубляна, начальника генерального штаба Виктора Муженко и других высокопоставленных должностных лиц министерства обороны Украины по подозрению в применении запрещённых средств ведения войны и геноциде (ч.1 ст.356, ст.357 УК РФ). Согласно сообщению пресс-службы комитета, в период с 26 марта по 1 сентября 2015 года неустановленные лица из числа военнослужащих Вооружённых сил Украины и Национальной гвардии Украины, выполняя приказы министра обороны Полторака, осуществили прицельные артиллерийские обстрелы из тяжёлых видов вооружения (калибра не менее 122 мм) объектов гражданской инфраструктуры, не являющихся военными целями. Следственный комитет России утверждает, что в результате артиллерийских обстрелов в Донецкой области Украины погибло 45 человек, получили ранения более 160 человек, разрушено либо частично уничтожено не менее 163 объектов, в том числе жилые дома, здание суда и подстанция шахты.
По данным Следственного комитета РФ, военнослужащие вооруженных сил и национальной гвардии Украины  в период с 3 по 10 марта 2017 года, «выполняя заведомо преступные приказы, осуществили прицельные артиллерийские обстрелы из тяжёлых видов вооружения объектов гражданской инфраструктуры». В ходе ударов повреждения получили жилые дома, а также здания иных назначений в Донецке, Горловке, Докучаевске и населённых пунктах поблизости.

## Воинское звание и учёная степень
- Генерал-лейтенант (21 августа 2007 года)
- Генерал-полковник (23 августа 2014 года)[18].
- Генерал армии Украины (14 октября 2015 года)[19].
- Кандидат педагогических наук.

## Награды
- Орден Богдана Хмельницкого І степени (12 октября 2018 года) — за выдающиеся заслуги в защите государственного суверенитета и территориальной целостности, укреплении обороноспособности и безопасности Украины, добросовестное служение Украинскому народу[20],
- Орден Богдана Хмельницкого ІІ степени (18 апреля 2016 года) — за весомые заслуги при защите территориальной целостности Украины, мужество и высокий профессионализм, противодействие проявлениям сепаратизма в Харьковской области в апреле 2014 года[21],
- Орден Богдана Хмельницкого ІІІ степени (24 марта 2006 года) — за весомый личный вклад в укрепление законности и правопорядка, образцовое выполнение воинского и служебного долга в защите конституционных прав и свобод граждан[22],
- Знак отличия Президента Украины — медаль «За безупречную службу» ІІІ степени (20 октября 1998 года) — за образцовое выполнение воинского долга, высокий профессионализм[23]
- Заслуженный работник образования Украины (24 марта 2009 года) — за весомый личный вклад в укрепление законности и правопорядка, образцовое выполнение воинского и служебного долга по защите конституционных прав и свобод граждан и по случаю Дня внутренних войск МВД Украины[24]
- Медаль «За боевые заслуги» (СССР)[25]
- Юбилейная медаль «70 лет Вооружённых Сил СССР» (СССР)[26]
- Знак МВД Украины «Почетный знак МВД Украины»[25][26]
- Знак МВД Украины «Рыцарь Закона»[25]
- Знак МВД Украины «Крест Славы»[25][26]
- Знак МВД Украины «За безопасность народа» І и ІІ степеней[25][26]
- Знак МВД Украины «Закон и честь»[25]
- Знак МВД Украины «За развитие науки, техники и образования» І и ІІ степеней[25][26]
- Знак МВД Украины — медаль «За профессионализм в управлении»[25]
- Знак отличия «За отличие в службе» І и ІІ степени[26]
- Знак отличия командующего внутренними войсками МВД Украины «Мужество, честь, закон»[26]
- Знак отличия командующего внутренними войсками МВД Украины «Крест почета „За строительство и становление внутренних войск МВД Украины“»[26]
- Наградное оружие — пистолет «Glock 19» и 103 патрона (17 декабря 2014)[27]
- Наградное оружие — револьвер «Alfa 3541» калибром .357 Magnum (16 октября 2015)[28]
- медаль «За безупречную службу во внутренних войсках МВД Украины» І, ІІ и ІІІ степени[26]
- Медаль «15 лет Вооружённым силам Украины»
- юбилейная медаль «10 лет МВД Украины»[26]
- юбилейная медаль «10 лет внутренним войскам МВД Украины»[26]
- Почётный гражданин Харькова[26][29].